# O-Lan Jones
O-Lan Jones, vero nome di O-Lan Barna (Los Angeles, 23 maggio 1950), è un'attrice statunitense.

## Biografia
Ex moglie dell'attore Sam Shepard, da cui ha avuto un figlio, Jesse, nel 1970, dal 2003 è sposata con Halldor Enard.

## Filmografia parziale

### Cinema
- Una vedova allegra... ma non troppo (Married to the Mob), regia di Jonathan Demme (1988)
- Soluzione finale (Miracle Mile), regia di Steve De Jarnatt (1988)
- Balle spaziali 2 - La vendetta (Martians Go Home), regia di David Odell (1989)
- Uno sconosciuto alla porta (Pacific Heights), regia di John Schlesinger (1990)
- Edward mani di forbice (Edward Scissorhands), regia di Tim Burton (1990)
- Beethoven, regia di Brian Levant (1992)
- Il segreto (Secrets), regia di Peter H. Hunt (1992)
- Assassini nati - Natural Born Killers (Natural Born Killers), regia di Oliver Stone (1994)
- Mars Attacks!, regia di Tim Burton (1996)
- The Truman Show, regia di Peter Weir (1998)
- Magicians, regia di James Merendino (2000)
- The Gold Cup, regia di Lucas Reiner (2000)
- Miss Peregrine - La casa dei ragazzi speciali (Miss Peregrine's Home for Peculiar Children), regia di Tim Burton (2016)

### Televisione
- X-Files (The X-Files) - serie TV, episodio 4x06 (1996)